# Панков Валерій Володимирович
Валерій Володимирович Панков (рос. Валерий Владимирович Панков; нар. 7 травня 1980, Москва, РРФСР, СРСР) — російський актор театру та кіно.

## Життєпис
Валерій Панков народився 7 травня 1980 року в Москві. 
У 1997 році вступив на факультет акторської майстерності Вищого театрального училища імені М. С. Щепкіна. У 2001 році, після закінчення театрального училища, був прийнятий в трупу московського театру «Et Cetera». 
З 2012 року — актор Московського драматичного театру ім. А.С Пушкіна.
Кінодеб'ют Валерія Панкова відбувся в 2002 році у телесеріалі Олексія Козлова «Життя триває».

## Особисте життя
У 2013 році Валерій Панков одружився з акторкою Ганною Кармаковою. У подружжя є двоє дітей, син та донька.

## Творчий доробок

### Актор театру
- Краглер — «Барабани в ночі» Бертольта Брехта;
- Віктор Пухов — «Конкурс» Олександра Галіна
- Гвардієць короля — «Король Убю» Альфреда Жаррі;
- Еміль Шарль — «Люсьет Готьє, або Стріляй відразу!» Жоржа Фейдо;
- Хор — «Морфій» Михайла Булгаков;
- Принц Арагонський / Принц Марокканський / Ланчелоте Гоббо — «Шейлок (Венеційський купець)» Вільяма Шекспір
- Король — «Таємниця тітоньки Мелкін» Алана Александра Мілна ;
- Ніхад — «Пожежі» Важді Муавада.

«Міра за міру» (реж. Деклан Донелан), а також задіяний у спектаклі «Багато шуму з нічого» (реж. Е. А . Писарєв), де грає Дона Педро

### Фільмографія
| Рік       |   | Українська назва                           | Оригінальна назва                              | Роль                                  |
| --------- | - | ------------------------------------------ | ---------------------------------------------- | ------------------------------------- |
| 2019      | с | Мама моєї доньки                           | Мама моей дочери                               | головна роль                          |
| 2019      | ф | Пиковая дама. Зазеркалье                   | Пиковая дама: Зазеркалье                       |                                       |
| 2019      | с | Фантом                                     | Фантом                                         | Міхєєв                                |
| 2018      | с | Операція Мухаббат                          | Операция Мухаббат                              | епізодична роль                       |
| 2018      | с | Домашній арешт                             | Домашний арест                                 | епізодична роль                       |
| 2017      | с | Іванови-Іванови                            | Ивановы-Ивановы                                | Стас                                  |
| 2017      | с | Кохання за наказом                         | Любовь по приказу                              | Петро Утешев, чоловік Варвари         |
| 2017      | с | Павук                                      | Паук                                           | головна роль                          |
| 2016      | с | Бачу-знаю                                  | Вижу-знаю                                      | Олексій                               |
| 2016      | с | СуперБоброви                               | СуперБобровы                                   | бізнесмен                             |
| 2016      | с | Мертвий на 99%                             | Мёртв на 99%                                   | Литвак                                |
| 2016      | ф | Вікінг                                     | Викинг                                         | дружинник                             |
| 2016      | с | Анна-детективъ                             | Анна-детективъ                                 | Прохоров                              |
| 2015      | с | Заклопотані, або Любов зла                 | Озабоченные, или Любовь зла                    | Вадік                                 |
| 2014      | с | Мар'їна Роща                               | Марьина Роща-2                                 | «Калина»                              |
| 2014      | с | Швидка допомога                            | Скорая помощь                                  | Ілля Романцев, головна роль           |
| 2014      | с | Безпека                                    | Безопасность                                   | Тимур                                 |
| 2013      | с | Янгол або демон                            | Ангел или демон                                | Антон Косарєв                         |
| 2012—2016 | с | Кухня                                      | Кухня                                          | В'ячеслав Олександрович, продюсер шоу |
| 2008      | ф | Капкан для кілера                          | Капкан для киллера                             | епізодична роль                       |
| 2007      | с | Адвокат-3                                  | Адвокат-3                                      | Сергій                                |
| 2004      | с | Бальзаківський вік, або Всі чоловіки сво…2 | Бальзаковский возраст, или Все мужики сво...-2 | Данило                                |
| 2002      | с | Життя триває                               | Жизнь продолжается                             | епізодична роль                       |